# Nemzetközösség
A Nemzetközösség (angolul: Commonwealth of Nations) olyan nemzetközi szervezet, amelyet túlnyomórészt a Brit Birodalomból kialakult független államok hoztak létre. Ezen a néven 1949 óta működik, 56 szuverén állam a tagja.
Eredetileg 1926-ban alakult meg Brit Nemzetközösség (British Commonwealth of Nations) néven és 1947-ig ezen a néven működött. (Sokszor ma is így említik, de ez politikailag nem korrekt, mivel a közösség egyenrangú partnerek társulása és a britek nincsenek kiemelt helyzetben.)
Az államok többsége köztársaság, de vannak köztük monarchiák is.
A Nemzetközösség feje (angolul Head of the Commonwealth) III. Károly, akinek személye a Nemzetközösség tagjainak szabad társulását jelképezi (ugyanakkor a Nemzetközösség operatív ügyeit a főtitkár intézi).
A Nemzetközösség feje cím szimbolikus és nem jár hatalommal a tagállamokban. A csoporton belül ugyanakkor 15 állam, a nemzetközösségi királyságok III. Károlyt ismeri el uralkodójának és ezzel államfőjének. Uralkodói címei nem állnak kapcsolatban egymással, tehát egyik sem a másikból ered jogilag: a király minden nemzetközösségi királyságnak külön-külön uralkodója, így fel sem merül, hogy ezek az államok bármely szempontból ne lennének egyenlők egymással. Minden egyes uralkodói cím végén ott áll: "a Nemzetközösség feje". (Például III. Károly, Isten kegyelméből Belize királya és más királyságaié és területeié, a Nemzetközösség feje.)
A Nemzetközösségi Királyságokon kívül a többi tagállamnak saját államfőik vannak. Harmincnégy tag Nemzetközösségi köztársaság, öt önálló nemzetközösségi monarchia (Brunei, Lesotho, Malajzia, Szváziföld és Tonga).
A Nemzetközösség nem politikai unió és nem ad jogokat az Egyesült Királyságnak, hogy hatalmat gyakoroljon a többi tagállam ügyei felett. Elsősorban olyan szervezet, amely különböző gazdasági és politikai hátterű államoknak ad lehetőséget a szorosabb, egyenlő alapokon nyugvó kapcsolatra. Fő tevékenységei azt célozzák, hogy megteremtsék a légkört a tagállamok együttműködésére a gazdaságban, a demokrácia és az emberi jogok előmozdításában és a jó kormányzati gyakorlatok terjesztésében.
A tagállamok 4 évente tartják meg a nemzetközösségi játékokat, a világ második legnagyobb sporteseményét az olimpia után.

## A Nemzetközösség tagjai földrészenként
(Zárójelben a tagság kezdete.)
- Európa

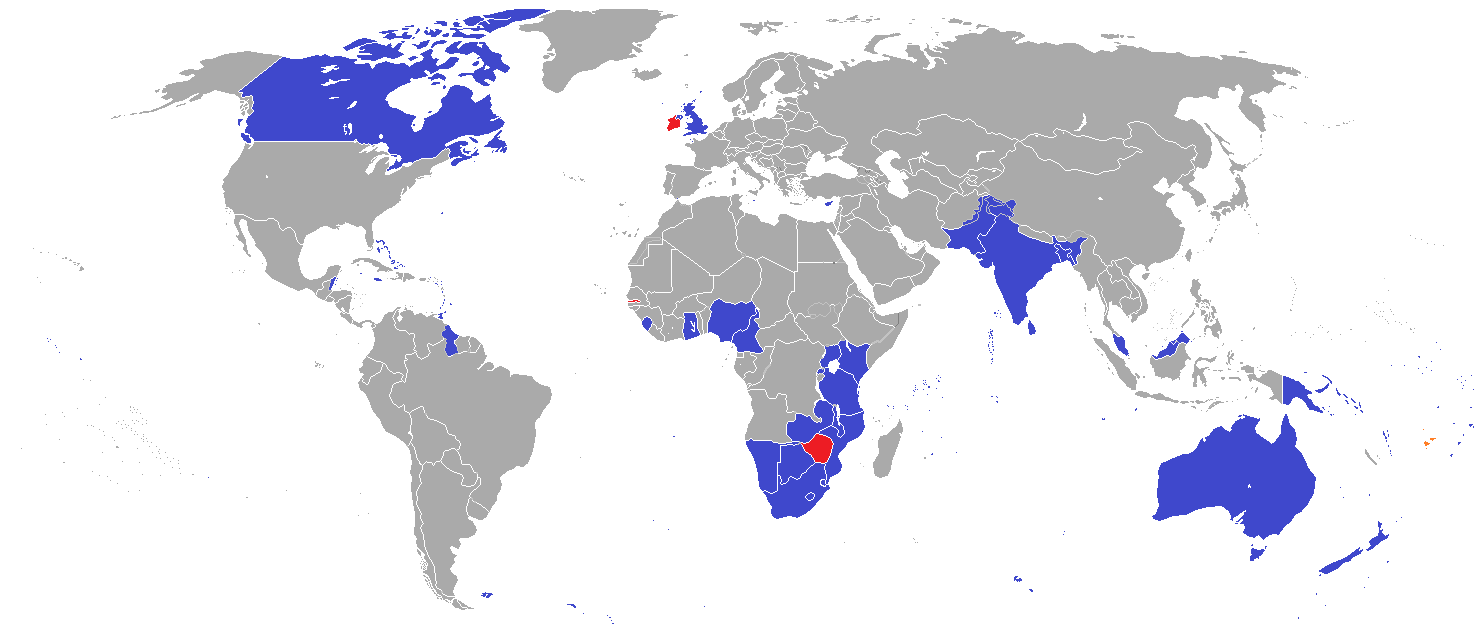
A Nemzetközösség 2006-ban (a tagok kékkel).

  -  Egyesült Királyság (1931)
  -  Ciprus (1961)
  -  Málta (1964)

- Észak-Amerika
  -  Kanada (1931)
  -  Jamaica (1962)
  -  Trinidad és Tobago (1962)
  -  Barbados (1966)
  -  Bahama-szigetek (1973)
  -  Grenada (1974)
  -  Dominika (1978)
  -  Saint Lucia (1979)
  -  Saint Vincent és a Grenadine-szigetek (1979)
  -  Antigua és Barbuda (1981)
  -  Belize (1981)
  -  Saint Kitts és Nevis (1983)

- Dél-Amerika
  -  Guyana (1966)

- Afrika
  -  Dél-Afrika (1931) (kilépett 1961-ben, de visszatért 1994-ben)
  -  Ghána (1957)
  -  Nigéria (1960) (felfüggesztették a tagságát 1995-ben, majd visszavették 1999-ben)
  -  Sierra Leone (1961)
  -  Tanzánia (1961)
  -  Uganda (1962)
  -  Kenya (1963)
  -  Malawi (1964)
  -  Zambia (1964)
  -  Gambia (2013. október 2-án kilépett, majd 2018-ban visszatért)[1][2]
  -  Botswana (1966)
  -  Lesotho (1966)
  -  Mauritius (1968)
  -  Szváziföld (1968)
  -  Seychelle-szigetek (1976)
  -  Namíbia (1990)
  -  Mozambik (1995) (soha nem állt brit uralom alatt)
  -  Kamerun (1995)
  -  Ruanda ˙(2009) (soha nem állt brit uralom alatt)
  -  Gabon ˙(2022) (volt francia gyarmat)[3]
  -  Togo ˙(2022) (volt francia gyarmat)[3]

- Ázsia
  -  India (1947)
  -  Pakisztán (1947) (kilépett 1972-ben, újra csatlakozott 1989-ben, majd felfüggesztették a tagságát 1999-ben, és ismét felvették 2004. május 22-én. Tagságát 2007. november 23-án felfüggesztették, de 2008-ban újfent felvették.)
  -  Srí Lanka (1948)
  -  Malajzia (1957)
  -  Szingapúr (1965)
  -  Banglades (1972)
  -  Maldív-szigetek (1982)
  -  Brunei (1984)

- Ausztrália és Óceánia
  -  Ausztrália (1931)
  -  Új-Zéland (1931)
  -  Szamoa (1970)
  -  Tonga (1970)
  -  Fidzsi-szigetek (1970) (kilépett 1987-ben, de újra csatlakozott 1997-ben. 2000. június 6-án felfüggesztve, 2001. december 20-án visszavéve, majd 2006-ban újra felfüggesztve)
  -  Pápua Új-Guinea (1975)
  -  Salamon-szigetek (1978)
  -  Vanuatu (1980)
  -  Tuvalu (1978)
  -  Kiribati (1979)
  -  Nauru (1999)

Korábbi tagok:
- Írország (1949-ben kilépett)
- Új-Fundland és Labrador (Kanada tartománya lett 1949-ben)
- Tanganyika (1961-ben lett tag, majd 1964-ben egyesült Zanzibárral, így létrehozva Tanzánia államot, mely mindmáig tag)
- Zanzibár (1963-ban lett tag, majd 1964-ben egyesült Tanganyikával, így létrehozva Tanzánia államot, mely mindmáig tag)
- Hongkong (Kína része lett 1997-ben)
- Zimbabwe (tagsági viszonyát felfüggesztették 2002-ben, majd kilépett 2003-ban)

## Eredete
A Nemzetközösség, bár egészen más alapokon működik, a Brit Birodalom örököse. 1884-ben Lord Rosebery brit külügyminiszter, későbbi miniszterelnök nevezte az átalakulóban lévő birodalmat "nemzetek közösségének", amikor a dél-ausztráliai Adelaide városba látogatott.

### Függetlenség a birodalmon belül
A brit miniszterelnök és a gyarmatok miniszterelnökei 1887-től kezdve rendszeresen találkoztak. Az 1920-as évek végére ezekből a találkozókból alakult ki a birodalmi konferenciák intézménye. A Nemzetközösség, mint szervezet ezekből a konferenciákból fejlődött ki, amelyek fokozatosan elismerték az önkormányzó gyarmatok és különösen a domíniumok függetlenségét. Különösen fontos lépcső volt ebben a folyamatban az 1926-os konferencián született Balfour-nyilatkozat, amelyben az Egyesült Királyság és a domíniumok abban egyeztek meg, hogy „státuszuk egyenlő, semmilyen módon nem alárendelt egymásnak a bel- és külügyek minden vonatkozásában, bár összeköti őket ragaszkodásuk a Koronához, és szabadon társulnak mint a Brit Nemzetközösség tagjai.” Ezt a viszonyt a westminsteri statútum hivatalosan is elismerte 1931-ben.

### Függetlenségi mozgalmak
A második világháború után a Brit Birodalom fokozatosan felbomlott, részben a függetlenségi mozgalmak miatt (mint Indiában a Mahátma Gandhi, Dzsaváharlál Nehru és Szubhas Csandra Bosze által vezetett mozgalmak miatt, bár India továbbra is a Nemzetközösség tagja maradt), részben, mert a brit kormányzat a világháború után jelentős nehézségekkel szembesült belföldön. A "Brit" szót 1949-ben elhagyták a Nemzetközösség nevéből, hogy ezzel is tükrözzék a változó viszonyokat. A korábbi gyarmatok közül egyedül Áden és Burma nem csatlakozott a Nemzetközösséghez, amikor elnyerték függetlenségüket (1948-ban, illetve 1967-ben). A korábbi brit protektorátusok és népszövetségi mandátumok közül nem csatlakozott: Egyiptom (1922-ben lett független), Irak (1932), Jordánia (1946), Izrael (1948), Szudán (1956), Kuvait (1961), Bahrein (1971), Omán (1971), Katar (1971 és az Egyesült Arab Emírségek (1971).
Az Ír Köztársaság elhagyta a Nemzetközösséget, amikor 1949-ben köztársaság lett. A brit parlament 1949-es Írország törvénye azonban az Egyesült Királyság jogában hasonló státuszt biztosított az Ír Köztársaság polgárainak a Nemzetközösség polgárainak státuszához.

### A nem aWindsor-házalá tartozó tagok
Azoknak a tagoknak a helyzete, akik nem kívántak alkotmányos viszonyt a brit Koronával de a Nemzetközösség tagjai akartak maradni, a közösség miniszterelnökeinek 1949 áprilisában tartott találkozóján rendeződött. India beleegyezett, hogy miután 1950 januárjában köztársasággá válik, elismeri a királyt „a független tagállamok szabad társulása szimbólumának és mint ilyet, a Nemzetközösség fejének”, a többi tagállam pedig ennek fejében hozzájárult, hogy India tag maradhasson. (Pakisztán viszont ahhoz ragaszkodott, hogy India ne kapjon különleges elbánást, ezért az a döntés született, hogy a jövőben minden köztársasággá váló tagállam ugyanebben az elbánásban részesüljön.) Sokan a mindezekről szóló londoni nyilatkozatot tekintik a modern Nemzetközösség megszületésének. Ezt követően több tagállam is köztársasággá, illetve önálló monarchiává vált.

### Régi, Új, és Fehér Nemzetközösség
Ahogy a Nemzetközösség növekedett, az Egyesült Királyságot és az 1945 előtti domíniumokat (ez utóbbi fogalmat az 1940-es évektől egyre kevésbé használták) sokan nem hivatalosan „a Régi Nemzetközösség” néven kezdték el emlegetni, különösen az 1960-as évektől, amikor ezen országok közül néhány vitákba keveredett szegényebb afrikai és ázsiai tagországokkal (az utóbbiak lettek „az Új Nemzetközösség”).
A későbbiekben az a vád született, hogy a „Fehér Nemzetközösség” az afrikai tagállamokétól eltérő érdekekkel rendelkezik: az 1960-as és 1970-es években a rasszizmus és kolonializmus vádjai merültek fel a Rhodézia körüli heves vitákban, az 1980-as években az apartheid rendszerét fenntartó Dél-afrikai Köztársaság elleni nemzetközi szankciók ügyében keletkeztek viták, később pedig abban a kérdésben, hogyan lehet a demokratikus reformokat előremozdítani Nigériában, majd Zimbabwében. Az „Új Nemzetközösség” fogalmát az Egyesült Királyságban (különösen az 1960-as és 1970-es években) azokra a jellemzően nem-fehér és fejletlen országokra használták, amelyek nemrégiben kerültek ki a gyarmati helyzetből. Ez a név gyakran merült fel a bevándorlásról szóló vitákban.
A „Fehér Nemzetközösség” nevet a legutóbbi években is gyakran használták rosszalló értelemben, amikor azzal vádolták a gazdagabb, jellemzően fehér lakosságú tagállamokat, hogy a nem-fehér tagok, különösen az afrikai országok ellenében politizálnak. Robert Mugabe zimbabwei elnök sokszor használta, amikor azzal vádolta a Nemzetközösséget, hogy amikor politikai változásokat sürget országában, ez valójában rasszista és gyarmatosító szándékokat takar, miközben a Fehér Nemzetközösség dominanciát élvez a Nemzetközösségen belül.
A Szövetségi Nemzetközösségi Társaság (angolul Federal Commonwealth Society) arra tett kísérleteket, hogy enyhítse ezeket a feszültségeket, szorosabbra fűzze a Nemzetközösség tagjai közti kulturális és gazdasági szálakat, illetve a Nemzetközösség bővítését ösztönözze.

## A tagság

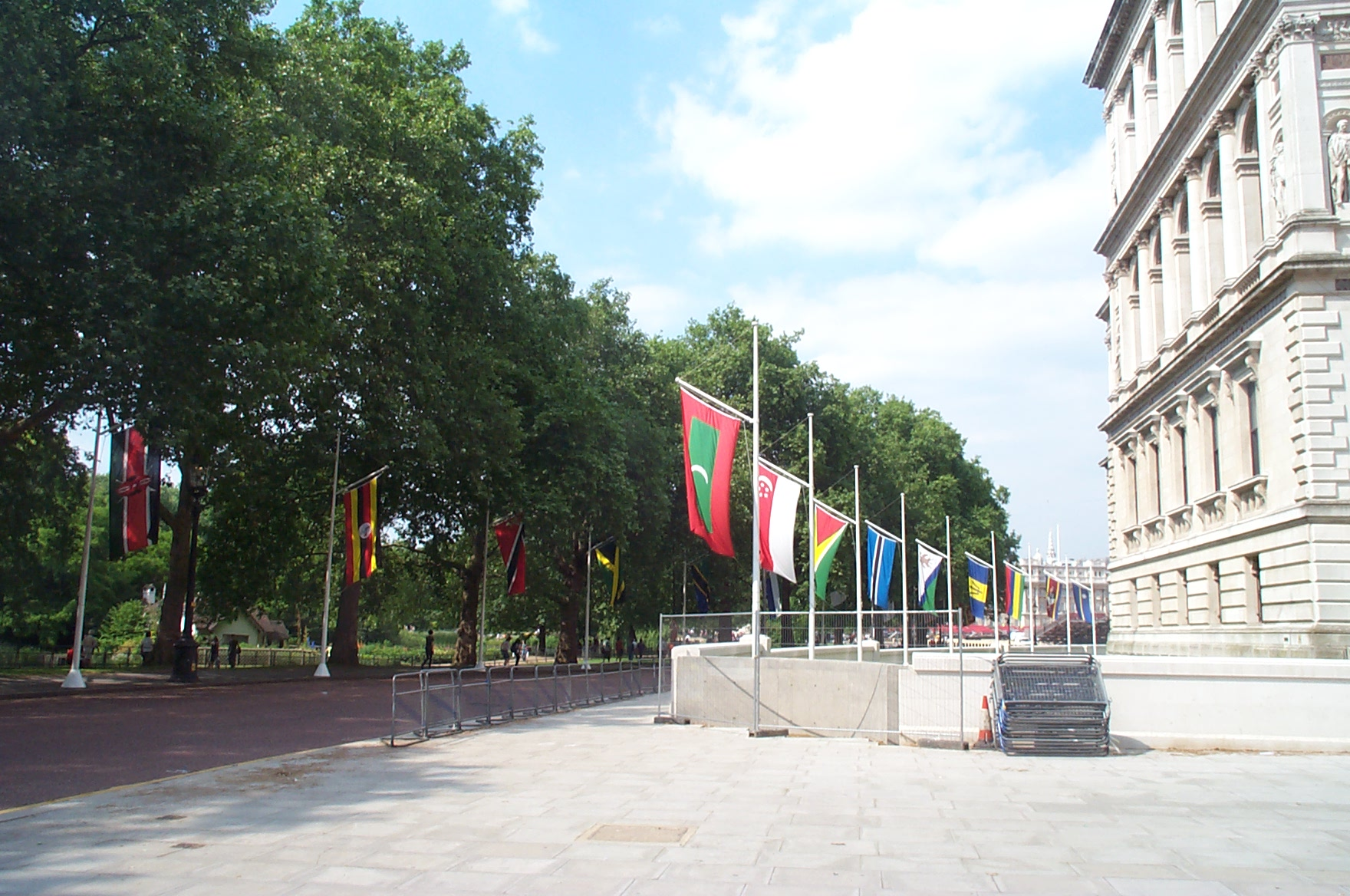
Nemzetközösségi államok zászlai a Horse Guards úton Londonban, a Külügyi és Nemzetközösségi Minisztériumnál.

A Nemzetközösségnek 53 ország a tagja, a világ országainak több mint egynegyede. Együttes lakosságuk 1,7 milliárd, a világ lakosságának mintegy negyede. Teljes bruttó nemzeti össztermékük (GDP) 7800 milliárd dollár, a világ összes GDP-jének mintegy 16%-a. Területük 31,34 millió négyzetkilométer, a világ területének mintegy 21%-a.
Lakosság alapján a négy legnagyobb nemzetközösségi tagállam: India (1,1 milliárd), Pakisztán (159 millió), Banglades (141 millió) és Nigéria (137 millió).
Terület alapján a három legnagyobb tag Kanada (9,84 millió négyzetkilométer), Ausztrália (7,77 millió négyzetkilométer) és India (3,11 millió négyzetkilométer).
A közösség öt legnagyobb gazdasága (vásárlóerő-paritás alapon, amerikai dollárban számolt GDP-ben, előrejelzés 2007-re): India (4300 milliárd), Egyesült Királyság (2200 milliárd), Kanada (1220 milliárd), Ausztrália (700 milliárd) és Dél-Afrika (638 milliárd).
A legnagyobb katonai költségvetéssel rendelkezők (éves, amerikai dollárban): Egyesült Királyság (48 milliárd), India (21 milliárd), Kanada és Ausztrália (10,5-10,5 milliárd dollár).
A legkisebb tagállam a 11 000 lakosú Tuvalu.

## Akik nem tagok

### Nem jelentkeztek
Egyiptom, Mianmar és Irak soha nem mutatott érdeklődést a csatlakozás iránt, bár megtehetnék, hiszen valamikor a Brit Birodalomhoz tartoztak. Nem tag Szudán, Szomália, Bahrein, Kuvait, Jordánia és Omán sem. Nem jelentkezett még számos ország, amelyek megtehették volna, mint Nepál, Bhután, Afganisztán, Katar és az Egyesült Arab Emírségek.
Nem nemzetközösségi tag az Egyesült Államok sem, bár hagyományai a keleti partvidékén valamikor fennállt 13 brit gyarmatig vezetnek vissza, amelyek szoros kulturális, katonai és diplomáciai kapcsolatokkal rendelkeztek az Egyesült Királysággal. Voltak javaslatok arra, hogy ez a 13 állam csatlakozzék a Nemzetközösséghez, de az Egyesült Államok Alkotmánya 1. szakasz 10. bekezdése alapján a tagállamok nem csatlakozhatnak nemzetközi szerződésekhez, szövetségekhez vagy konföderációkhoz. Ezért ha csatlakozásra kerülne sor, az csak úgy történhetne, hogy az Egyesült Államok valamennyi tagállamával együtt lép be a Nemzetközösségbe. Hasonló eseményre van precedens (Kamerun).
Hongkong a brit uralom végével nem csatlakozhatott a Nemzetközösséghez, mivel Kína különleges közigazgatási területévé vált.

### Franciaország
Különleges eset Franciaországé, amely Guy Mollet miniszterelnöksége idején az 1950-es évek-ben a csatlakozást fontolgatta. Abban a nemzetközi környezetben, amelyet a Szuezi-csatorna államosítása, a gyarmati nyugtalanság, a brit orientációjú Jordánia és a Franciaországhoz közeledő Izrael közti feszültség jellemzett, Mollet saját országa és az Egyesült Királyság közeledésének sürgetését tartotta jó politikának. Ebben az időben a francia gazdaság gyenge lábakon állt, és a franciák követendő társadalmi és gazdasági modellként tekintettek az Egyesült Királyságra. A franciák az északír mintára közös állampolgárságról szóló megegyezést javasoltak, Anthony Eden brit miniszterelnök azonban a Nemzetközösségbe való jelentkezéssel együtt elutasította ezeket a kéréseket. Egy évvel később Franciaország Németországgal és a Közös Piac többi alapítójával együtt aláírta a Római szerződést, amiből később kinőtt az Európai Unió.

### Tagjelöltek most és a jövőben
Tagfelvételi kérelmét benyújtotta Jemen és Kambodzsa és érdeklődését fejezte ki a Palesztin Nemzeti Hatóság is.
Esett róla szó, hogy esetleg Jordánia, Izrael és Algéria (melyek brit közigazgatás alatt álltak) csatlakozhatna, illetve újra beléphetne Zimbabwe és az Ír Köztársaság. Több ír politikus is a csatlakozás mellett foglalat állást, mint Éamon Ó Cuív miniszter (Éamon de Valera unokája), és az 1960-as években a Seán Lemass vezette kormányt is foglalkoztatta a kérdés. Brian Lenihan igazságügyminiszter meg is lebegtette az ügyet, de a Húsvéti Felkelés 50. évfordulóját követő hangulatban ez vitákat váltott ki, ezért ejtették az ötletet. Azóta John M. Kelly (aki 1981-ben külügyminiszter volt) is megpendítette ezt a húrt, majd őt követően ismét Lenihan az 1980-as évek végén. Bertie Ahern korábbi Taoiseach (ír miniszterelnök) azonban valószínűtlennek nevezte a csatlakozást.
Az Egyesült Királyság tengerentúli területei és függőségei, ha függetlenné válnának, majdnem bizonyosan elnyerhetnék a nemzetközösségi tagságot. Amennyiben folytatódik az Egyesült Királyságot alkotó négy nemzet függetlenedési folyamat, ők is tagjelöltekké válhatnak. Ha Nevis szigete elválik Saint Kitts és Nevistől, Nevis is tagjelölt lehet.

### Kilépések
Gambia 2013-ban lépett ki, Zimbabwe 2003-ban.

### A tagság megszűnése más módon
Bár a kormányfők együttesen felfüggeszthetik egy tagállam aktív részvételét a Nemzetközösségben, a szervezetnek nincs olyan szabálya, amely lehetővé tenné egy tag kizárását. Egy esetben azonban automatikusan megszűnhet a tagság: ha egy nemzetközösségi királyság köztársasággá válik és (eltérően India esetétől 1950-ben) nem kéri a többi tagot, hogy jóváhagyják tagsági viszonyának fennmaradását.
Az Ír Köztársaság, amikor 1949-ben köztársasággá vált, nem folyamodott tagságának fenntartásáért, mivel akkor még nem létezett az a nemzetközösségi szabály, amely köztársaságként is lehetővé tette volna a bennmaradást (csak 1950-ben született meg, főleg India kedvéért), így az Ír Köztársaság lett az első olyan ország, amely elhagyta a Nemzetközösséget és nem csatlakozott újra. Éamon de Valera, aki abban az időben az ír ellenzék vezére volt, már akkor is hibának tartotta a Nemzetközösség elhagyását. A Taoiseach (ír miniszterelnök) posztján ő is és utódja, Sean Lemass is az újrajelentkezést fontolgatta, erre azonban mégsem került sor. Éamon Ó Cuív, Valera unokája és miniszter a jelenlegi ír kormányban (2007) az 1990-es években többször is felvetette az újrajelentkezés gondolatát. Ez a gondolat azonban Írországban az ellenségesség és a közömbösség falaiba ütközik, mivel sok ír gondolkodásában a Nemzetközösség még mindig a brit imperializmussal kötődik össze, bár a tagországok többsége ma már köztársaság.
Dél-Afrika más körülmények között és okokból hagyta el a Nemzetközösséget, miután 1961-ben köztársasággá vált. Az ország apartheid rendszerének nyíltan rasszista politikája erős ellenségességet szült sok nemzetközösségi országban, különösen az afrikai és ázsiai kontinensen, illetve Kanadában. A dél-afrikai kormány tagsági viszonyának fenntartásáért folyamodott, de ezt visszavonta, miután a nemzetközösségi miniszterelnökök 1961-es konferenciáján nyilvánvalóvá vált, hogy kérését úgyis elutasítanák. Miután azonban Dél-Afrika 1990-ben véget vetett az apartheidnek, 1994-ben visszafogadták a Nemzetközösségbe.
A Maldív-szigetek 1965-ben hagyta el a Nemzetközösséget, miután egyoldalúan deklarálta függetlenségét az Egyesült Királyságtól. 1982. július 9-én azonban újra csatlakozott a szervezethez.